# Copa de Alemania 2016-17
La DFB-Pokal 2016-17 fue la 74.ª edición de esta competición anual de la Copa de Alemania. El torneo se inició el 19 de agosto de 2016 con la primera ronda y finalizó el 27 de mayo de 2017 en el Estadio Olímpico de Berlín. El campeón participó de la DFL-Supercup 2017 y de la UEFA Europa League 2017-18.

## Calendario
Las diferentes rondas fueron programadas de la siguiente forma:
- Primera ronda: 19 al 22 de agosto de 2016
- Segunda ronda: 25 y 26 de octubre de 2016
- Octavos de final: 7 y 8 de febrero de 2017
- Cuartos de final: 28 de febrero y 1 de marzo de 2017
- Semifinales: 25 y 26 de abril de 2017
- Final: 27 de mayo de 2017

## Equipos participantes
Participaran 64 equipos: los 18 equipos de la 1. Bundesliga 2015-16, los 18 equipos de la 2. Bundesliga 2015-16, los 4 mejores equipos de la 3. Liga 2015-16 y 24 equipos de las 21 Copas Regionales 2015-16, (Las Regional Cup Westfalen, Bayern y Niedersachsen tienen 2 representantes cada una, las otras Regional Cups solo uno).
1. Bundesliga
| - Bayern de Múnich - Borussia Dortmund - Schalke 04 - Bayer Leverkusen - Wolfsburgo - Borussia Mönchengladbach | - Maguncia 05 - Augsburgo - Hoffenheim - Hannover 96 - Hertha Berlín - Werder Bremen | - Eintracht Fráncfort - VfB Stuttgart - Hamburgo - Köln - Ingolstadt 04 - Darmstadt 98 |

2. Bundesliga
| - Friburgo - Paderborn 07 - Núremberg - Eintracht Braunschweig - Greuther Fürth - Kaiserslautern | - 1860 Múnich - St. Pauli - Union Berlin - Sandhausen - Karlsruher - Fortuna Düsseldorf | - FSV Fráncfort - Bochum - Heidenheim - RB Leipzig - Arminia Bielefeld - Duisburgo |

3. Liga
| - Dinamo Dresde - Erzgebirge Aue - Würzburger Kickers - Magdeburgo |

Regional Cup
| - Regional Cup Mecklenburg-Vorpommern: F.C. Hansa Rostock - Regional Cup Hamburgo: FC Eintracht Norderstedt 03 - Regional Cup Bremen: Bremer SV - Regional Cup Brandenburg: SV Babelsberg 03 - Regional Cup Südbaden: FC 08 Villingen - Regional Cup Südwest: SC Hauenstein - Regional Cup Sachsen: FSV Zwickau | - Regional Cup Hessen: Kickers Offenbach - Regional Cup Schleswig-Holstein: VfB Lübeck - Regional Cup Niederrhein: Rot-Weiss Essen - Regional Cup Saarland: FC 08 Homburg - Regional Cup Mittelrhein: FC Viktoria Köln - Regional Cup Baden: FC Astoria Walldorf - Regional Cup Berlín: BFC Preussen | - Regional Cup Westfalen: Sportfreunde Lotte y SG Wattenscheid 09 - Regional Cup Niedersachsen: SV Drochtersen/Assel y 1. FC Germania Egestorf/Langreder - Regional Cup Bayern: SSV Jahn Regensburg y SpVgg Unterhaching - Regional Cup Thüringen: FC Carl Zeiss Jena - Regional Cup Rheinland: SV Eintracht Trier 05 - Regional Cup Sachsen-Anhalt: Hallescher FC - Regional Cup Württemberg: FV Ravensburg |

## Sistema de juego
Los equipos se enfrentan en un solo partido por ronda. En caso de empate en tiempo reglamentario, se añadirán dos tiempos suplementarios de quince minutos cada uno y si el encuentro sigue igualado, la tanda de penaltis definirá que equipo avanza a la siguiente fase.
Para la primera ronda (equivalente a los trentaidosavos de final), los 64 equipos participantes se dividieron en dos bombos. En el primer bombo se incluyeron los equipos que clasificaron a través de los campeonatos regionales, los mejores cuatro de la 3. Liga y los últimos cuatro de las 2. Bundesliga. Cada equipo se enfrentó a otro perteneciente al segundo bombo, que incluye los otros 14 de la 2. Bundesliga y los 18 clubes de la 1. Bundesliga. Los clubes del primer bombo ejercieron la localía en el proceso.
La fórmula de los "dos bombos" se aplicó también para la segunda ronda, con los equipos restantes de la 3. Liga en el primer bombo y los demás equipos en el segundo. Una vez se vacíe uno de los bombos, los equipos restantes se enfrentarán unos contra otros. Si algún conjunto de tercera/amateur continúa en la competición, ejercerá la localía siempre.
El Fixture es el siguiente:

## Primera ronda
| 19 de agosto de 2016, 20:45 | Lübeck | 0:3 (0:1) | St. Pauli                                       | Pokerstars.de-Stadion an der Lohmühle, Lübeck              |                                                            |
|                             |        | Reporte   | Eggen Hedenstad 16' · Gonther 61' · Ducksch 88' | Asistencia: 13 300 espectadores Árbitro(s): Martin Thomsen | Asistencia: 13 300 espectadores Árbitro(s): Martin Thomsen |

| 19 de agosto de 2016, 20:45 | Ravensburgo | 0:2 (0:1) | Augsburgo               | GEBERIT-Arena, Pfullendorf                                 |                                                            |
|                             |             | Reporte   | Koo 29' · Bobadilla 68' | Asistencia: 6000 espectadores Árbitro(s): Benedikt Kempkes | Asistencia: 6000 espectadores Árbitro(s): Benedikt Kempkes |

| 19 de agosto de 2016, 20:45 | Carl Zeiss Jena | 0:5 (0:3) | Bayern Múnich                                    | Ernst Abbe Sportfeld, Jena                              |                                                         |
|                             |                 | Reporte   | Lewandowski 3' 34' 43' · Vidal 72' · Hummels 77' | Asistencia: 19 000 espectadores Árbitro(s): Harm Osmers | Asistencia: 19 000 espectadores Árbitro(s): Harm Osmers |

| 20 de agosto de 2016, 15:30 | Drochtersen/Assel | 0:1 (0:0) | Borussia Mönchengladbach | Kehdinger Stadion, Drochtersen                                |                                                               |
|                             |                   | Reporte   | Korb 56'                 | Asistencia: 7124 espectadores Árbitro(s): Matthias Jöllenbeck | Asistencia: 7124 espectadores Árbitro(s): Matthias Jöllenbeck |

| 20 de agosto de 2016, 15:30 | Würzburger Kickers | 1:0 (0:0, 0:0) (t. s.)(1:0 t. s.) | Eintracht Braunschweig | flyeralarm-Arena, Würzburg                             |                                                        |
|                             | Soriano 102'       | Reporte                           |                        | Asistencia: 6384 espectadores Árbitro(s): Jochen Drees | Asistencia: 6384 espectadores Árbitro(s): Jochen Drees |

| 20 de agosto de 2016, 15:30 | Babelsberg | 0:4 (0:2) | Friburgo                                               | Karl-Liebknecht-Stadion, Potsdam                     |                                                      |
|                             |            | Reporte   | Grifo 20' (pen.) 63' · Haberer 40' · Niederlechner 69' | Asistencia: 6341 espectadores Árbitro(s): René Rohde | Asistencia: 6341 espectadores Árbitro(s): René Rohde |

| 20 de agosto de 2016, 15:30 | Viktoria Colonia                                                       | 1:1 (1:1, 0:0) (t. s.)(0:0 t. s.)(5:6 p.) | Núremberg                                                 | Sportpark Höhenberg, Colonia                              |                                                           |
|                             | Wunderlich 80'                                                         | Reporte                                   | Margreitter 76'                                           | Asistencia: 4787 espectadores Árbitro(s): Daniel Schlager | Asistencia: 4787 espectadores Árbitro(s): Daniel Schlager |
|                             |                                                                        | Tiros desde el punto penal                |                                                           |                                                           |                                                           |
|                             | Wunderlich · Nottbeck · Backszat · Koronkiewicz · Schwarz · Holzweiler |                                           | Burgstaller · Behrens · Kempe · Brečko · Leibold · Alushi |                                                           |                                                           |

| 20 de agosto de 2016, 15:30 | Rot-Weiss Essen                          | 2:2 (2:2, 0:1) (t. s.)(0:0 t. s.)(4:5 p.) | Arminia Bielefeld                       | Stadion Essen, Essen                                          |                                                               |
|                             | Malura 53' · Baier 77' (pen.)            | Reporte                                   | Klos 9' 69'                             | Asistencia: 17 500 espectadores Árbitro(s): Christian Dingert | Asistencia: 17 500 espectadores Árbitro(s): Christian Dingert |
|                             |                                          | Tiros desde el punto penal                |                                         |                                                               |                                                               |
|                             | Löning · Brauer · Malura · Weber · Baier |                                           | Klos · Junglas · Ulm · Putaro · Hemlein |                                                               |                                                               |

| 20 de agosto de 2016, 15:30 | Villingen    | 1:4 (0:2) | Schalke 04                                       | Schwarzwald-Stadion, Friburgo                           |                                                         |
|                             | Ketterer 90' | Reporte   | Aogo 10' · Embolo 19' · Geis 75' · Huntelaar 86' | Asistencia: 14 400 espectadores Árbitro(s): Patrick Alt | Asistencia: 14 400 espectadores Árbitro(s): Patrick Alt |

| 20 de agosto de 2016, 15:30 | Dinamo Dresde                                    | 2:2 (2:2, 0:2) (t. s.)(0:0 t. s.)(5:4 p.) | RB Leipzig                                       | DDV-Stadiom, Dresde                                     |                                                         |
|                             | Kutschke 47' (pen.) 78'                          | Reporte                                   | Sabitzer 15' · Kaiser 45+1' (pen.)               | Asistencia: 29 222 espectadores Árbitro(s): Felix Brych | Asistencia: 29 222 espectadores Árbitro(s): Felix Brych |
|                             |                                                  | Tiros desde el punto penal                |                                                  |                                                         |                                                         |
|                             | Testroet · Stefaniak · Teixeira · Gogia · Aosman |                                           | Kalmár · Orban · Ilsanker · Kaiser · Halstenberg |                                                         |                                                         |

| 20 de agosto de 2016, 15:30 | Preussen | 0:7 (0:2) | Colonia                                                                        | Alte Försterei, Berlín                                     |                                                            |
|                             |          | Reporte   | Rausch 19' · Modeste 45' · Maroh 68' · Risse 71' · Rudņevs 75' · Ōsako 79' 88' | Asistencia: 6318 espectadores Árbitro(s): Alexander Sather | Asistencia: 6318 espectadores Árbitro(s): Alexander Sather |

| 20 de agosto de 2016, 15:30 | Hallescher FC                                            | 4:3 (3:3, 1:2) (t. s.)(1:0 t. s.) | Kaiserslautern                | Erdgas Sportpark, Halle                                       |                                                               |
|                             | Aliji 33' (a.g.) · El-Helwe 54' 58' · Gjasula 94' (pen.) | Reporte                           | Osawe 23' 90+4' · Stieber 37' | Asistencia: 10 021 espectadores Árbitro(s): Bibiana Steinhaus | Asistencia: 10 021 espectadores Árbitro(s): Bibiana Steinhaus |

| 20 de agosto de 2016, 18:30 | 1860 Múnich                | 2:1 (0:0) | Karlsruher      | Allianz Arena, Múnich                                        |                                                              |
|                             | Aigner 60' · Matmour 90+2' | Reporte   | Diamantakos 67' | Asistencia: 16 800 espectadores Árbitro(s): Sascha Stegemann | Asistencia: 16 800 espectadores Árbitro(s): Sascha Stegemann |

| 20 de agosto de 2016, 18:30 | Hansa Rostock | 0:3 (0:1) | Fortuna Düsseldorf           | Ostseestadion, Rostock                                       |                                                              |
|                             |               | Reporte   | Sobottka 21' 57' · Bebou 62' | Asistencia: 18 100 espectadores Árbitro(s): Frank Willenborg | Asistencia: 18 100 espectadores Árbitro(s): Frank Willenborg |

| 20 de agosto de 2016, 18:30 | Homburgo | 0:3 (0:0) | Stuttgart                             | Waldstadion Homburg, Homburgo                               |                                                             |
|                             |          | Reporte   | Gentner 53' · Özcan 58' · Tashchi 87' | Asistencia: 10 800 espectadores Árbitro(s): Robert Hartmann | Asistencia: 10 800 espectadores Árbitro(s): Robert Hartmann |

| 20 de agosto de 2016, 20:45 | FSV Fráncfort   | 1:2 (0:2) | Wolfsburgo                   | Commerzbank-Arena, Fráncfort                             |                                                          |
|                             | Schleusener 52' | Reporte   | Schäfer 5' (a.g.) · Dost 16' | Asistencia: 5050 espectadores Árbitro(s): Wolfgang Stark | Asistencia: 5050 espectadores Árbitro(s): Wolfgang Stark |

| 21 de agosto de 2016, 15:30 | Sportfreunde Lotte     | 2:1 (1:1) | Werder Bremen | FRIMO Stadion, Lotte                                        |                                                             |
|                             | Rahn 8' · Rosinger 54' | Reporte   | Junuzović 45' | Asistencia: 10 056 espectadores Árbitro(s): Christian Dietz | Asistencia: 10 056 espectadores Árbitro(s): Christian Dietz |

| 21 de agosto de 2016, 15:30 | Duisburgo      | 1:2 (1:1, 0:0) (t. s.)(0:1 t. s.) | Union Berlín                         | Schauinsland-Reisen-Arena, Duisburgo                    |                                                         |
|                             | Iljutcenko 67' | Reporte                           | Quaner 62' · Schnellhardt 95' (a.g.) | Asistencia: 14 209 espectadores Árbitro(s): Marco Fritz | Asistencia: 14 209 espectadores Árbitro(s): Marco Fritz |

| 21 de agosto de 2016, 15:30 | Eintracht Norderstedt | 1:4 (0:1) | Greuther Fürth                                    | Edmund-Plambeck-Stadion, Norderstedt                      |                                                           |
|                             | Wolfgang 81'          | Reporte   | Zulj 42' · Dursun 71' · Tripić 88' · Kirsch 90+2' | Asistencia: 3000 espectadores Árbitro(s): Benjamin Bläser | Asistencia: 3000 espectadores Árbitro(s): Benjamin Bläser |

| 21 de agosto de 2016, 15:30 | Astoria Walldorf                             | 4:3 (2:2, 1:1) (t. s.)(2:1 t. s.) | Bochum                            | FC-Astoria-Stadion, Walldorf                           |                                                        |
|                             | Groß 6' · Carl 55' · Meyer 95' · Straub 107' | Reporte                           | Stiepermann 22' · Stöger 65' 117' | Asistencia: 3000 espectadores Árbitro(s): Riem Hussein | Asistencia: 3000 espectadores Árbitro(s): Riem Hussein |

| 21 de agosto de 2016, 15:30 | Magdeburgo                                                      | 1:1 (1:1, 0:1) (t. s.)(0:0 t. s.)(3:4 p.) | Eintracht Fráncfort                                 | MDCC-Arena, Magdeburgo                                     |                                                            |
|                             | Hammann 75'                                                     | Reporte                                   | Hrgota 7'                                           | Asistencia: 24 400 espectadores Árbitro(s): Markus Schmidt | Asistencia: 24 400 espectadores Árbitro(s): Markus Schmidt |
|                             |                                                                 | Tiros desde el punto penal                |                                                     |                                                            |                                                            |
|                             | Hammann · Puttkammer · Müller · Exslager · Beck · Löhmannsröben |                                           | Meier · Huszti · Hasebe · Mascarell · Blum · Varela |                                                            |                                                            |

| 21 de agosto de 2016, 15:30 | Unterhaching                          | 3:3 (3:3, 1:1) (t. s.)(0:0 t. s.)(2:4 p.) | Maguncia 05                             | Alpenbauer Sportpark, Unterhaching                      |                                                         |
|                             | Hain 33' 88' · Lux 90+3'              | Reporte                                   | Córdoba 21' · Frei 64' · Mallı 88'      | Asistencia: 7000 espectadores Árbitro(s): Aarne Aarnink | Asistencia: 7000 espectadores Árbitro(s): Aarne Aarnink |
|                             |                                       | Tiros desde el punto penal                |                                         |                                                         |                                                         |
|                             | Stahl · Hain · Dombrowka · Einsiedler |                                           | De Blasis · Mallı · Clemens · Rodríguez |                                                         |                                                         |

| 21 de agosto de 2016, 15:30 | Germania Egestorf/Langreder | 0:6 (0:4) | Hoffenheim                                             | August-Wenzel-Stadion, Barsinghausen                    |                                                         |
|                             |                             | Reporte   | Kramarić 18' 32' 80' · Rudy 21' · Uth 43' · Wagner 90' | Asistencia: 2585 espectadores Árbitro(s): Marcel Schütz | Asistencia: 2585 espectadores Árbitro(s): Marcel Schütz |

| 21 de agosto de 2016, 15:30 | Hauenstein   | 1:2 (0:1) | Bayer Leverkusen              | Sportpark Husterhöhe, Pirmasens                              |                                                              |
|                             | Srzentic 81' | Reporte   | Hernández 39' · Bellarabi 67' | Asistencia: 4000 espectadores Árbitro(s): Florian Badstübner | Asistencia: 4000 espectadores Árbitro(s): Florian Badstübner |

| 21 de agosto de 2016, 15:30 | Bremer SV | 0:7 (0:4) | Darmstadt 98                                                                       | Stadion am Panzenberg, Bremen                             |                                                           |
|                             |           | Reporte   | Colak 18' 45+2' 58' · Kmiec 22' (a.g.) · Heller 39' · Gondorf 56' · Schipplock 87' | Asistencia: 1993 espectadores Árbitro(s): Lasse Koslowski | Asistencia: 1993 espectadores Árbitro(s): Lasse Koslowski |

| 21 de agosto de 2016, 18:30 | Wattenscheid | 1:2 (1:0) | Heidenheim                 | Lohrheidestadion, Bochum                              |                                                       |
|                             | Tumbul 30'   | Reporte   | Verhoek 75' · Thomalla 80' | Asistencia: 3323 espectadores Árbitro(s): Timo Gerach | Asistencia: 3323 espectadores Árbitro(s): Timo Gerach |

| 21 de agosto de 2016, 18:30 | Jahn Regensburg                  | 1:1 (1:1, 0:0) (t. s.)(0:0 t. s.)(3:5 p.) | Hertha Berlín                                     | Continental Arena, Ratisbona                              |                                                           |
|                             | Nandzik 51'                      | Reporte                                   | Weiser 83'                                        | Asistencia: 12 526 espectadores Árbitro(s): Robert Kampka | Asistencia: 12 526 espectadores Árbitro(s): Robert Kampka |
|                             |                                  | Tiros desde el punto penal                |                                                   |                                                           |                                                           |
|                             | Thommy · Džalto · Hein · Hofrath |                                           | Ibišević · Darida · Weiser · Plattenhardt · Kalou |                                                           |                                                           |

| 21 de agosto de 2016, 18:30 | Erzgebirge Aue                                                            | 0:0 (t. s.)(0:0 t. s.)(7:8 p.) | Ingolstadt 04                                                         | Sparkassen-Erzgebirgsstadion, Aue                      |                                                        |
|                             |                                                                           | Reporte                        |                                                                       | Asistencia: 6650 espectadores Árbitro(s): Sören Storks | Asistencia: 6650 espectadores Árbitro(s): Sören Storks |
|                             |                                                                           | Tiros desde el punto penal     |                                                                       |                                                        |                                                        |
|                             | Rizzuto · Köpke · Kvesić · Pepic · Nazarov · Breitkreuz · Hertner · Adler |                                | Cohen · Suttner · Leckie · Groß · Hinterseer · Matip · Roger · Levels |                                                        |                                                        |

| 22 de agosto de 2016, 18:30 | Kickers Offenbach | 2:3 (2:2, 1:2) (t. s.)(0:1 t. s.) | Hannover 96                                | Sparda-Bank-Hessen-Stadion, Offenbach                      |                                                            |
|                             | Firat 29' 49'     | Reporte                           | Harnik 3' · Klaus 22' · Sané 120+1' (pen.) | Asistencia: 10 573 espectadores Árbitro(s): Thorben Siewer | Asistencia: 10 573 espectadores Árbitro(s): Thorben Siewer |

| 22 de agosto de 2016, 18:30 | Zwickau | 0:1 (0:0) | Hamburgo      | Stadion Zwickau, Zwickau                                   |                                                            |
|                             |         | Reporte   | Halilović 70' | Asistencia: 10 134 espectadores Árbitro(s): Robert Kempter | Asistencia: 10 134 espectadores Árbitro(s): Robert Kempter |

| 22 de agosto de 2016, 18:30 | Paderborn 07 | 1:2 (0:1) | Sandhausen                            | Benteler-Arena, Paderborn                                 |                                                           |
|                             | Michel 50'   | Reporte   | Sukuta-Pasu 18' (pen.) · Kister 90+1' | Asistencia: 4436 espectadores Árbitro(s): Martin Petersen | Asistencia: 4436 espectadores Árbitro(s): Martin Petersen |

| 22 de agosto de 2016, 20:45 | Eintracht Trier | 0:3 (0:3) | Borussia Dortmund            | Moselstadion, Tréveris                                   |                                                          |
|                             |                 | Reporte   | Kagawa 8' 33' · Schürrle 45' | Asistencia: 10 800 espectadores Árbitro(s): Manuel Gräfe | Asistencia: 10 800 espectadores Árbitro(s): Manuel Gräfe |

## Segunda ronda
| 25 de octubre de 2016, 18:30 | Sportfreunde Lotte                                          | 2:2 (1:1; 0:1) (t. s.)(1:1 t. s.)(4:3 p.) | Bayer Leverkusen                                                  | FRIMO Stadion, Lotte                                     |                                                          |
|                              | Hilbert 47' (a.g.) · Freiberger 105+1'                      | Reporte                                   | Volland 25' 95'                                                   | Asistencia: 8763 espectadores Árbitro(s): Wolfgang Stark | Asistencia: 8763 espectadores Árbitro(s): Wolfgang Stark |
|                              |                                                             | Tiros desde el punto penal                |                                                                   |                                                          |                                                          |
|                              | Nauber · Freiberger · Steinhart · Dej · Langlitz · Tankulic |                                           | Aránguiz · Havertz · Volland · Hilbert · Wendell · Baumgartlinger |                                                          |                                                          |

| 25 de octubre de 2016, 18:30 | Dinamo Dresde | 0:1 (0:0) | Arminia Bielefeld | DDV-Stadiom, Dresde                                       |                                                           |
|                              |               | Reporte   | Hemlein 66'       | Asistencia: 26 819 espectadores Árbitro(s): Robert Kampka | Asistencia: 26 819 espectadores Árbitro(s): Robert Kampka |

| 25 de octubre de 2016, 18:30 | Friburgo                                                 | 3:3 (3:3; 1:1) (t. s.)(0:0 t. s.)(3:4 p.) | Sandhausen                                                 | Schwarzwald-Stadion, Friburgo                              |                                                            |
|                              | Dæhli 21' · Grifo 76' · Petersen 82' (pen.)              | Reporte                                   | Kister 39' · Wooten 53' · Sukuta-Pasu 64'                  | Asistencia: 14 600 espectadores Árbitro(s): Tobias Stieler | Asistencia: 14 600 espectadores Árbitro(s): Tobias Stieler |
|                              |                                                          | Tiros desde el punto penal                |                                                            |                                                            |                                                            |
|                              | Petersen · Günter · Torrejón · Grifo · Philipp · Haberer |                                           | Roßbach · Sukuta-Pasu · Kister · Pledl · Karl · Vunguidica |                                                            |                                                            |

| 25 de octubre de 2016, 18:30 | Würzburger Kickers                            | 0:0 (t. s.)(0:0 t. s.)(3:4 p.) | 1860 Múnich                                       | flyeralarm-Arena, Wurzburgo                                |                                                            |
|                              |                                               | Reporte                        |                                                   | Asistencia: 12 142 espectadores Árbitro(s): Markus Schmidt | Asistencia: 12 142 espectadores Árbitro(s): Markus Schmidt |
|                              |                                               | Tiros desde el punto penal     |                                                   |                                                            |                                                            |
|                              | Rama · Soriano · Benatelli · Pisot · Daghfous |                                | Ayçiçek · Uduokhai · Wittek · Stojković · Mölders |                                                            |                                                            |

| 25 de octubre de 2016, 20:45 | Hallescher FC | 0:4 (0:2) | Hamburgo                                    | Erdgas Sportpark, Halle                                       |                                                               |
|                              |               | Reporte   | Wood 8' 43' · Lasogga 57' · Waldschmidt 82' | Asistencia: 14 004 espectadores Árbitro(s): Christian Dingert | Asistencia: 14 004 espectadores Árbitro(s): Christian Dingert |

| 25 de octubre de 2016, 20:45 | St. Pauli | 0:2 (0:1) | Hertha Berlín            | Millerntor-Stadion, Hamburgo                              |                                                           |
|                              |           | Reporte   | Weiser 42' · Stocker 54' | Asistencia: 29 123 espectadores Árbitro(s): Deniz Aytekin | Asistencia: 29 123 espectadores Árbitro(s): Deniz Aytekin |

| 25 de octubre de 2016, 20:45 | Borussia Mönchengladbach | 2:0 (1:0) | Stuttgart | Borussia-Park, Mönchengladbach                          |                                                         |
|                              | Johnson 31' · Stindl 84' | Reporte   |           | Asistencia: 40 452 espectadores Árbitro(s): Günter Perl | Asistencia: 40 452 espectadores Árbitro(s): Günter Perl |

| 25 de octubre de 2016, 20:45 | Eintracht Fráncfort                   | 0:0 (t. s.)(0:0 t. s.)(4:1 p.) | Ingolstadt 04               | Commerzbank-Arena, Fráncfort                          |                                                       |
|                              |                                       | Reporte                        |                             | Asistencia: 6300 espectadores Árbitro(s): Harm Osmers | Asistencia: 6300 espectadores Árbitro(s): Harm Osmers |
|                              |                                       | Tiros desde el punto penal     |                             |                                                       |                                                       |
|                              | Huszti · Oczipka · Mascarell · Hasebe |                                | Cohen · Brégerie · Hartmann |                                                       |                                                       |

| 26 de octubre de 2016, 18:30 | Astoria Walldorf | 1:0 (1:0) | Darmstadt 98 | Dietmar-Hopp-Sportpark, Walldorf                            |                                                             |
|                              | Hillenbrand 32'  | Reporte   |              | Asistencia: 4000 espectadores Árbitro(s): Bibiana Steinhaus | Asistencia: 4000 espectadores Árbitro(s): Bibiana Steinhaus |

| 26 de octubre de 2016, 18:30 | Hannover 96                                            | 6:1 (5:1) | Fortuna Düsseldorf | HDI-Arena, Hannover                                         |                                                             |
|                              | Sobiech 5' · Klaus 7' 34' · Harnik 15' 16' · Maier 53' | Reporte   | Akpoguma 20'       | Asistencia: 20 500 espectadores Árbitro(s): Benjamin Cortus | Asistencia: 20 500 espectadores Árbitro(s): Benjamin Cortus |

| 26 de octubre de 2016, 18:30 | Heidenheim | 0:1 (0:0) | Wolfsburgo | Voith-Arena, Heidenheim an der Brenz                     |                                                          |
|                              |            | Reporte   | Gómez 49'  | Asistencia: 9200 espectadores Árbitro(s): Benjamin Brand | Asistencia: 9200 espectadores Árbitro(s): Benjamin Brand |

| 26 de octubre de 2016, 18:30 | Greuther Fürth            | 2:1 (0:0) | Maguncia 05 | Sportpark Ronhof, Fürth                                  |                                                          |
|                              | Sararer 79' · Berisha 90' | Reporte   | Córdoba 68' | Asistencia: 5975 espectadores Árbitro(s): Guido Winkmann | Asistencia: 5975 espectadores Árbitro(s): Guido Winkmann |

| 26 de octubre de 2016, 20:45 | Núremberg                            | 2:3 (0:3) | Schalke 04                          | Stadion Nürnberg, Núremberg                                  |                                                              |
|                              | Rahman 59' (a.g.) · Kempe 68' (pen.) | Reporte   | Konoplyanka 20' 44' · Huntelaar 31' | Asistencia: 28 281 espectadores Árbitro(s): Frank Willenborg | Asistencia: 28 281 espectadores Árbitro(s): Frank Willenborg |

| 26 de octubre de 2016, 20:45 | Colonia                   | 2:1 (1:1; 1:1) (t. s.)(1:0 t. s.) | Hoffenheim | RheinEnergieStadion, Colonia                            |                                                         |
|                              | Risse 36' · Modeste 90+1' | Reporte                           | Hübner 8'  | Asistencia: 43 000 espectadores Árbitro(s): Marco Fritz | Asistencia: 43 000 espectadores Árbitro(s): Marco Fritz |

| 26 de octubre de 2016, 20:45 | Bayern Múnich                     | 3:1 (2:0) | Augsburgo | Allianz Arena, Múnich                                        |                                                              |
|                              | Lahm 2' · Green 41' · Alaba 90+3' | Reporte   | Won 68'   | Asistencia: 73 500 espectadores Árbitro(s): Sascha Stegemann | Asistencia: 73 500 espectadores Árbitro(s): Sascha Stegemann |

| 26 de octubre de 2016, 20:45 | Borussia Dortmund        | 1:1 (1:1; 1:0) (t. s.)(0:0 t. s.)(3:0 p.) | Union Berlín               | Signal Iduna Park, Dortmund                              |                                                          |
|                              | Parensen 44' (a.g.)      | Reporte                                   | Skrzybski 81'              | Asistencia: 79 037 espectadores Árbitro(s): Jochen Drees | Asistencia: 79 037 espectadores Árbitro(s): Jochen Drees |
|                              |                          | Tiros desde el punto penal                |                            |                                                          |                                                          |
|                              | Dembélé · Ginter · Götze |                                           | Kroos · Fürstner · Hosiner |                                                          |                                                          |

## Fase final
|  | Octavos de final         | Octavos de final         |                          |       | Cuartos de final               | Cuartos de final               |  |  | Semifinales      | Semifinales      |  |  | Final      | Final      |
|  | 7 y 8 de febrero         | 7 y 8 de febrero         |                          |       | 28 de febrero, 1 y 14 de marzo | 28 de febrero, 1 y 14 de marzo |  |  | 25 y 26 de abril | 25 y 26 de abril |  |  | 27 de mayo | 27 de mayo |
|  |                          |                          |                          |       |                                |                                |  |  |                  |                  |  |  |            |            |
|  |                          |                          |                          |       |                                |                                |  |  |                  |                  |  |  |            |            |
|  |                          |                          |                          |       |                                |                                |  |  |                  |                  |  |  |            |            |
|  | Sportfreunde Lotte       | 2                        |                          |       |                                |                                |  |  |                  |                  |  |  |            |            |
|  | Sportfreunde Lotte       | 2                        |                          |       |                                |                                |  |  |                  |                  |  |  |            |            |
|  | 1860 Múnich              | 0                        |                          |       |                                |                                |  |  |                  |                  |  |  |            |            |
|  | 1860 Múnich              | 0                        | Sportfreunde Lotte       | 0     |                                |                                |  |  |                  |                  |  |  |            |            |
|  |                          |                          |                          | 0     |                                |                                |  |  |                  |                  |  |  |            |            |
|  |                          | Borussia Dortmund        | 3                        |       |                                |                                |  |  |                  |                  |  |  |            |            |
|  | Borussia Dortmund (p.)   | Borussia Dortmund        | 3                        | 1 (3) |                                |                                |  |  |                  |                  |  |  |            |            |
|  | Borussia Dortmund (p.)   |                          |                          | 1 (3) |                                |                                |  |  |                  |                  |  |  |            |            |
|  | Hertha Berlín            | 1 (2)                    |                          |       |                                |                                |  |  |                  |                  |  |  |            |            |
|  | Hertha Berlín            | 1 (2)                    | Borussia Dortmund        | 3     |                                |                                |  |  |                  |                  |  |  |            |            |
|  |                          |                          |                          | 3     |                                |                                |  |  |                  |                  |  |  |            |            |
|  |                          | Bayern de Múnich         | 2                        |       |                                |                                |  |  |                  |                  |  |  |            |            |
|  | Bayern Múnich            | Bayern de Múnich         | 2                        | 1     |                                |                                |  |  |                  |                  |  |  |            |            |
|  | Bayern Múnich            |                          |                          | 1     |                                |                                |  |  |                  |                  |  |  |            |            |
|  | Wolfsburgo               | 0                        |                          |       |                                |                                |  |  |                  |                  |  |  |            |            |
|  | Wolfsburgo               | 0                        | Bayern Múnich            | 3     |                                |                                |  |  |                  |                  |  |  |            |            |
|  |                          |                          |                          | 3     |                                |                                |  |  |                  |                  |  |  |            |            |
|  |                          | Schalke 04               | 0                        |       |                                |                                |  |  |                  |                  |  |  |            |            |
|  | Sandhausen               | Schalke 04               | 0                        | 1     |                                |                                |  |  |                  |                  |  |  |            |            |
|  | Sandhausen               |                          |                          | 1     |                                |                                |  |  |                  |                  |  |  |            |            |
|  | Schalke 04               | 4                        |                          |       |                                |                                |  |  |                  |                  |  |  |            |            |
|  | Schalke 04               | 4                        | Borussia Dortmund        | 2     |                                |                                |  |  |                  |                  |  |  |            |            |
|  |                          |                          |                          | 2     |                                |                                |  |  |                  |                  |  |  |            |            |
|  |                          | Eintracht Fráncfort      | 1                        |       |                                |                                |  |  |                  |                  |  |  |            |            |
|  | Hannover 96              | Eintracht Fráncfort      | 1                        | 1     |                                |                                |  |  |                  |                  |  |  |            |            |
|  | Hannover 96              |                          |                          | 1     |                                |                                |  |  |                  |                  |  |  |            |            |
|  | Eintracht Fráncfort      | 2                        |                          |       |                                |                                |  |  |                  |                  |  |  |            |            |
|  | Eintracht Fráncfort      | 2                        | Eintracht Fráncfort      | 1     |                                |                                |  |  |                  |                  |  |  |            |            |
|  |                          |                          |                          | 1     |                                |                                |  |  |                  |                  |  |  |            |            |
|  |                          | Arminia Bielefeld        | 0                        |       |                                |                                |  |  |                  |                  |  |  |            |            |
|  | Astoria Walldorf         | Arminia Bielefeld        | 0                        | 1 (4) |                                |                                |  |  |                  |                  |  |  |            |            |
|  | Astoria Walldorf         |                          |                          | 1 (4) |                                |                                |  |  |                  |                  |  |  |            |            |
|  | Arminia Bielefeld (p.)   | 1 (5)                    |                          |       |                                |                                |  |  |                  |                  |  |  |            |            |
|  | Arminia Bielefeld (p.)   | 1 (5)                    | Eintracht Fráncfort (p.) | 1 (7) |                                |                                |  |  |                  |                  |  |  |            |            |
|  |                          |                          |                          | 1 (7) |                                |                                |  |  |                  |                  |  |  |            |            |
|  |                          | Borussia Mönchengladbach | 1 (6)                    |       |                                |                                |  |  |                  |                  |  |  |            |            |
|  | Hamburgo                 | Borussia Mönchengladbach | 1 (6)                    | 2     |                                |                                |  |  |                  |                  |  |  |            |            |
|  | Hamburgo                 |                          |                          | 2     |                                |                                |  |  |                  |                  |  |  |            |            |
|  | Colonia                  | 0                        |                          |       |                                |                                |  |  |                  |                  |  |  |            |            |
|  | Colonia                  | 0                        | Hamburgo                 | 1     |                                |                                |  |  |                  |                  |  |  |            |            |
|  |                          |                          |                          | 1     |                                |                                |  |  |                  |                  |  |  |            |            |
|  |                          | Borussia Mönchengladbach | 2                        |       |                                |                                |  |  |                  |                  |  |  |            |            |
|  | Greuther Fürth           | Borussia Mönchengladbach | 2                        | 0     |                                |                                |  |  |                  |                  |  |  |            |            |
|  | Greuther Fürth           |                          |                          | 0     |                                |                                |  |  |                  |                  |  |  |            |            |
|  | Borussia Mönchengladbach | 2                        |                          |       |                                |                                |  |  |                  |                  |  |  |            |            |
|  | Borussia Mönchengladbach | 2                        |                          |       |                                |                                |  |  |                  |                  |  |  |            |            |

## Octavos de final
| 7 de febrero de 2017, 18:30 | Hamburgo           | 2:0 (1:0) | Colonia | Volksparkstadion, Hamburgo                              |                                                         |
|                             | Jung 5' · Wood 75' | Reporte   |         | Asistencia: 45 143 espectadores Árbitro(s): Günter Perl | Asistencia: 45 143 espectadores Árbitro(s): Günter Perl |

| 7 de febrero de 2017, 18:30 | Astoria Walldorf                                | 1:1 (1:1, 0:0) (t. s.)(0:0 t. s.)(4:5 p.) | Arminia Bielefeld                                     | Dietmar-Hopp-Sportpark, Walldorf                         |                                                          |
|                             | Carl 78'                                        | Reporte                                   | Schütz 52'                                            | Asistencia: 4000 espectadores Árbitro(s): Sven Jablonski | Asistencia: 4000 espectadores Árbitro(s): Sven Jablonski |
|                             |                                                 | Tiros desde el punto penal                |                                                       |                                                          |                                                          |
|                             | Kern · Carl · Haas · Groß · Stadler · Kiermeier |                                           | Klos · Junglas · Schütz · Voglsammer · Nöthe · Salger |                                                          |                                                          |

| 7 de febrero de 2017, 20:45 | Bayern Múnich | 1:0 (1:0) | Wolfsburgo | Allianz Arena, Múnich                                    |                                                          |
|                             | Costa 18'     | Reporte   |            | Asistencia: 73 500 espectadores Árbitro(s): Jochen Drees | Asistencia: 73 500 espectadores Árbitro(s): Jochen Drees |

| 7 de febrero de 2017, 20:45 | Greuther Fürth | 0:2 (0:2) | Borussia Mönchengladbach      | Sportpark Ronhof, Fürth                                     |                                                             |
|                             |                | Reporte   | Wendt 12' · Hazard 36' (pen.) | Asistencia: 12 336 espectadores Árbitro(s): Bastian Dankert | Asistencia: 12 336 espectadores Árbitro(s): Bastian Dankert |

| 8 de febrero de 2017, 18:30 | Sportfreunde Lotte           | 2:0 (1:0) | 1860 Múnich | FRIMO Stadion, Lotte                                          |                                                               |
|                             | Lindner 28' · Freiberger 58' | Reporte   |             | Asistencia: 10 059 espectadores Árbitro(s): Christian Dingert | Asistencia: 10 059 espectadores Árbitro(s): Christian Dingert |

| 8 de febrero de 2017, 18:30 | Sandhausen | 1:4 (0:3) | Schalke 04                                                 | Hardtwaldstadion, Sandhausen                               |                                                            |
|                             | Wooten 64' | Reporte   | Schöpf 38' · Caligiuri 43' · Naldo 45+1' · Konoplyanka 71' | Asistencia: 14 500 espectadores Árbitro(s): Benjamin Brand | Asistencia: 14 500 espectadores Árbitro(s): Benjamin Brand |

| 8 de febrero de 2017, 20:45 | Borussia Dortmund                       | 1:1 (1:1, 0:1) (t. s.)(0:0 t. s.)(3:2 p.) | Hertha Berlín                                     | Signal Iduna Park, Dortmund                               |                                                           |
|                             | Reus 47'                                | Reporte                                   | Kalou 27'                                         | Asistencia: 80 500 espectadores Árbitro(s): Deniz Aytekin | Asistencia: 80 500 espectadores Árbitro(s): Deniz Aytekin |
|                             |                                         | Tiros desde el punto penal                |                                                   |                                                           |                                                           |
|                             | Dembélé · Pulisic · Aubameyang · Castro |                                           | Lustenberger · Darida · Esswein · Allagui · Kalou |                                                           |                                                           |

| 8 de febrero de 2017, 20:45 | Hannover 96 | 1:2 (0:0) | Eintracht Fráncfort         | HDI-Arena, Hannover                                       |                                                           |
|                             | Harnik 57'  | Reporte   | Tawatha 62' · Seferović 66' | Asistencia: 31 000 espectadores Árbitro(s): Robert Kampka | Asistencia: 31 000 espectadores Árbitro(s): Robert Kampka |

## Cuartos de final
| 28 de febrero de 2017, 18:30 | Eintracht Fráncfort | 1:0 (1:0) | Arminia Bielefeld | Commerzbank-Arena, Fráncfort                             |                                                          |
|                              | Blum 6'             | Reporte   |                   | Asistencia: 39 000 espectadores Árbitro(s): Felix Zwayer | Asistencia: 39 000 espectadores Árbitro(s): Felix Zwayer |

| 1 de marzo de 2017, 18:30 | Hamburgo   | 1:2 (0:0) | Borussia Mönchengladbach | Volksparkstadion, Hamburgo                              |                                                         |
|                           | Wood 90+2' | Reporte   | Stindl 53' · Raffael 61' | Asistencia: 53 249 espectadores Árbitro(s): Marco Fritz | Asistencia: 53 249 espectadores Árbitro(s): Marco Fritz |

| 1 de marzo de 2017, 20:45 | Bayern Múnich                      | 3:0 (3:0) | Schalke 04 | Allianz Arena, Múnich                                      |                                                            |
|                           | Lewandowski 3' 29' · Alcántara 16' | Reporte   |            | Asistencia: 75 000 espectadores Árbitro(s): Daniel Siebert | Asistencia: 75 000 espectadores Árbitro(s): Daniel Siebert |

| 14 de marzo de 2017, 18:30 | Sportfreunde Lotte | 0:3 (0:0) | Borussia Dortmund                          | Osnatel-Arena, Osnabrück                                |                                                         |
| |                    | Reporte   | Pulisic 57' · Schürrle 66' · Schmelzer 83' | Asistencia: 15 780 espectadores Árbitro(s): Felix Brych | Asistencia: 15 780 espectadores Árbitro(s): Felix Brych |
| Inicialmente el partido se lo iba a jugar el 28 de febrero a las 20:45, pero debido a la fuerte nevada que dejó en mal estado el campo de juego del FRIMO Stadion se decidió suspender el partido y reprogramarlo para otra fecha. |                    |           |                                            |                                                         |                                                         |

## Semifinales
| 25 de abril de 2017, 20:45 | Borussia Mönchengladbach                                                    | 1:1 (1:1, 1:1) (t. s.)(0:0 t. s.)(6:7 p.) | Eintracht Fráncfort                                                        | Borussia-Park, Mönchengladbach                            |                                                           |
|                            | Hofmann 45+2'                                                               | Reporte                                   | Tawatha 15'                                                                | Asistencia: 54 014 espectadores Árbitro(s): Deniz Aytekin | Asistencia: 54 014 espectadores Árbitro(s): Deniz Aytekin |
|                            |                                                                             | Tiros desde el punto penal                |                                                                            |                                                           |                                                           |
|                            | Stindl · Herrmann · Hahn · Strobl · Bénes · Vestergaard · Christensen · Sow |                                           | Oczipka · Hector · Gaćinović · Fabián · Russ · Seferović · Varela · Hrgota |                                                           |                                                           |

| 26 de abril de 2017, 20:45 | Bayern de Múnich           | 2:3 (2:1) | Borussia Dortmund                       | Allianz Arena, Múnich                                    |                                                          |
|                            | Martínez 28' · Hummels 41' | Reporte   | Reus 19' · Aubameyang 69' · Dembélé 74' | Asistencia: 75 000 espectadores Árbitro(s): Manuel Gräfe | Asistencia: 75 000 espectadores Árbitro(s): Manuel Gräfe |

## Final
| 27 de mayo de 2017, 20:00 | Eintracht Fráncfort | 1:2 (1:1) | Borussia Dortmund                  | Estadio Olímpico, Berlín                                  |                                                           |
|                           | Rebić 29'           | Reporte   | Dembélé 8' · Aubameyang 67' (pen.) | Asistencia: 74 322 espectadores Árbitro(s): Deniz Aytekin | Asistencia: 74 322 espectadores Árbitro(s): Deniz Aytekin |

| 1          | Guardameta     | Lukáš Hrádecký     |     |
| 19         | Defensa        | David Abraham      |     |
| 6          | Defensa        | Bastian Oczipka    |     |
| 22         | Defensa        | Timothy Chandler   | 72' |
| 15         | Defensa        | Michael Hector     |     |
| 5          | Centrocampista | Jesús Vallejo      |     |
| 10         | Centrocampista | Marco Fabián       | 79' |
| 22         | Centrocampista | Slobodan Medojević | 56' |
| 11         | Delantero      | Mijat Gaćinović    |     |
| 9          | Delantero      | Haris Seferović    |     |
| 17         | Delantero      | Ante Rebić         |     |
| Entrenador | Entrenador     | Niko Kovač         |     |

| 38         | Guardameta     | Roman Bürki               |     |
| 26         | Defensa        | Łukasz Piszczek           |     |
| 25         | Defensa        | Sokratis Papastathopoulos |     |
| 29         | Defensa        | Marcel Schmelzer          | 46' |
| 5          | Defensa        | Marc Bartra               | 76' |
| 13         | Centrocampista | Raphaël Guerreiro         |     |
| 28         | Centrocampista | Matthias Ginter           |     |
| 23         | Centrocampista | Shinji Kagawa             |     |
| 7          | Delantero      | Ousmane Dembélé           |     |
| 17         | Delantero      | Pierre Emerick Aubameyang |     |
| 11         | Delantero      | Marco Reus                | 46' |
| Entrenador | Entrenador     | Thomas Tuchel             |     |

| 33 | Defensa   | Taleb Tawatha   | 56' |
| 14 | Delantero | Alexander Meier | 72' |
| 7  | Delantero | Danny Blum      | 79' |

| 22 | Centrocampista | Christian Pulisic | 46' |
| 27 | Centrocampista | Gonzalo Castro    | 46' |
| 37 | Centrocampista | Erik Durm         | 76' |

| Anotado | 29' | Ante Rebić | 1 – 1 |

| Anotado         | 8'  | Ousmane Dembélé           | 0 – 1 |
| Anotado · Penal | 67' | Pierre Emerick Aubameyang | 1 – 2 |

| Amonestado | 38' | Mijat Gaćinović |  |
| Amonestado | 66' | Lukáš Hrádecký  |  |
| Amonestado | 69' | David Abraham   |  |
| Amonestado | 87' | Ante Rebić      |  |

| Amonestado | 90+4' | Ousmane Dembélé |  |

| Árbitro             | Deniz Aytekin    |
| Árbitros asistentes | Christian Dietz  |
| Árbitros asistentes | Eduard Beitinger |
| Cuarto Árbitro      | Benjamin Brand   |

| 1          | Guardameta     | Lukáš Hrádecký     |     |
| 19         | Defensa        | David Abraham      |     |
| 6          | Defensa        | Bastian Oczipka    |     |
| 22         | Defensa        | Timothy Chandler   | 72' |
| 15         | Defensa        | Michael Hector     |     |
| 5          | Centrocampista | Jesús Vallejo      |     |
| 10         | Centrocampista | Marco Fabián       | 79' |
| 22         | Centrocampista | Slobodan Medojević | 56' |
| 11         | Delantero      | Mijat Gaćinović    |     |
| 9          | Delantero      | Haris Seferović    |     |
| 17         | Delantero      | Ante Rebić         |     |
| Entrenador | Entrenador     | Niko Kovač         |     |

| 38         | Guardameta     | Roman Bürki               |     |
| 26         | Defensa        | Łukasz Piszczek           |     |
| 25         | Defensa        | Sokratis Papastathopoulos |     |
| 29         | Defensa        | Marcel Schmelzer          | 46' |
| 5          | Defensa        | Marc Bartra               | 76' |
| 13         | Centrocampista | Raphaël Guerreiro         |     |
| 28         | Centrocampista | Matthias Ginter           |     |
| 23         | Centrocampista | Shinji Kagawa             |     |
| 7          | Delantero      | Ousmane Dembélé           |     |
| 17         | Delantero      | Pierre Emerick Aubameyang |     |
| 11         | Delantero      | Marco Reus                | 46' |
| Entrenador | Entrenador     | Thomas Tuchel             |     |

| 33 | Defensa   | Taleb Tawatha   | 56' |
| 14 | Delantero | Alexander Meier | 72' |
| 7  | Delantero | Danny Blum      | 79' |

| 22 | Centrocampista | Christian Pulisic | 46' |
| 27 | Centrocampista | Gonzalo Castro    | 46' |
| 37 | Centrocampista | Erik Durm         | 76' |

| Anotado | 29' | Ante Rebić | 1 – 1 |

| Anotado         | 8'  | Ousmane Dembélé           | 0 – 1 |
| Anotado · Penal | 67' | Pierre Emerick Aubameyang | 1 – 2 |

| Amonestado | 38' | Mijat Gaćinović |  |
| Amonestado | 66' | Lukáš Hrádecký  |  |
| Amonestado | 69' | David Abraham   |  |
| Amonestado | 87' | Ante Rebić      |  |

| Amonestado | 90+4' | Ousmane Dembélé |  |

| Árbitro             | Deniz Aytekin    |
| Árbitros asistentes | Christian Dietz  |
| Árbitros asistentes | Eduard Beitinger |
| Cuarto Árbitro      | Benjamin Brand   |

| DFB Pokal Trophy                     |
|                                      |
| Borussia Dortmund Campeón 4.° título |

## Máximos goleadores
| Jugador            | Equipo        | Goles |
| ------------------ | ------------- | ----- |
| Robert Lewandowski | Bayern Múnich | 5     |
| Martin Harnik      | Hannover 96   | 4     |
| Bobby Wood         | Hamburgo      | 4     |
| Antonio Čolak      | Darmstadt 98  | 3     |
| Vincenzo Grifo     | Friburgo      | 3     |
| Felix Klaus        | Hannover 96   | 3     |
| Yevhen Konoplyanka | Schalke 04    | 3     |
| Andrej Kramarić    | Hoffenheim    | 3     |